# Jänissaari (ö i Finland, Norra Karelen, Mellersta Karelen, lat 61,87, long 30,11)
Jänissaari är en ö i Finland. Den ligger i sjön Pyhäjärvi och i kommunen Kides i den ekonomiska regionen  Mellersta Karelens ekonomiska region  och landskapet Norra Karelen, i den sydöstra delen av landet, 300 km nordost om huvudstaden Helsingfors. Öns area är 32,5 hektar och dess största längd är 0,9 kilometer i sydväst-nordöstlig riktning.